# Vitellariopsis
Vitellariopsis é um género botânico pertencente à família Sapotaceae.